# Stenoonops dimotus
Stenoonops dimotus là một loài nhện trong họ Oonopidae.
Loài này thuộc chi Stenoonops. Stenoonops dimotus được Arthur M. Chickering miêu tả năm 1969.